# Bas Eenhoorn
Herman Bastiaan Eenhoorn (Groningen, 14 september 1946) is een Nederlands bestuurder. Hij is lid van de VVD.

## Levensloop
Eenhoorn is geboren in Groningen en getogen in Vries. Hij volgde de hbs-b in Assen. Hij studeerde van 1964 tot 1967 economie aan de Nederlandsche Economische Hoogeschool in Rotterdam. Van 1967 tot 1973 studeerde hij sociale geografie aan de Rijksuniversiteit Groningen en volgde hij vakken als openbare financiën, staatsrecht en gemeente- en bestuursrecht. Eenhoorn studeerde in 1973 af in de sociale en economische geografie. Van 1970 tot 1971 was hij voorzitter van de JOVD Groningen.
Daarna was Eenhoorn van 1973 tot 1976 bestuursplanoloog bij de Provinciale Planologische Dienst (PPD) in Drenthe. In die hoedanigheid was hij secretaris van de Commissie Reconstructie Veenkoloniën. Op 1 september 1976 werd hij op 29-jarige leeftijd burgemeester en gemeentesecretaris van Schiermonnikoog en was daarmee een van de jongste burgemeesters van Nederland. Hij speelde zichzelf in 1983 als burgemeester van Schiermonnikoog in de slotscène van de TROS-jeugdserie "Het Geheim van Vredenhof".
Van 1983 tot 1996 was Eenhoorn burgemeester van Voorburg. Van 1986 tot 1996 was hij voorzitter van de Kabel TV Ondernemingen. Van 1996 tot 2000 was hij partner bij (Moret) Ernst & Young. Van 2001 tot 2005 was hij vicepresident bij Capgemini. Van 1999 tot 2003 was hij de partijvoorzitter van de VVD. Van 2003 tot 2011 was hij voorzitter van het Koninklijk Nederlands Genootschap voor Fysiotherapie. In 2007 was hij waarnemend burgemeester van de fusiegemeente Lansingerland.
Van 1 januari 2009 tot 30 maart 2010 was Eenhoorn waarnemend burgemeester van de fusiegemeente Kaag en Braassem. In december 2010 werd Eenhoorn waarnemend burgemeester van Alphen aan den Rijn. Hij was er waarnemer tot de fusie met de gemeenten Rijnwoude en Boskoop per 1 januari 2014. Hij kwam er uitgebreid in het nieuws door de schietpartij in winkelcentrum De Ridderhof. Ook hield hij een toespraak bij de uitvaart van de omgekomen Nadim Youssef. Hij was van 30 juni 2012 tot 1 juli 2023 voorzitter van de raad van toezicht van WNL.
Eenhoorn is ook voorzitter geweest van het Koninklijk Nederlands Aardrijkskundig Genootschap en van het Nederlands Instituut voor Ruimtelijke Ordening en Volkshuisvesting. Vanaf 1 november 2013 was hij honorair docent geografie, beleid en bestuur aan de faculteit Ruimtelijke wetenschappen van de Rijksuniversiteit Groningen. Van 1 januari tot 1 augustus 2014 was hij waarnemend burgemeester van Vlaardingen. Van 1 augustus 2014 tot 1 februari 2018 was hij Nationaal Commissaris Digitale Overheid.
Van 1 oktober 2017 tot 28 mei 2019 was Eenhoorn waarnemend burgemeester van Amstelveen. Tot 15 november 2018 was hij voorzitter van het Regie College Waddengebied. Van 13 december 2019 tot 9 september 2021 was hij wederom waarnemend burgemeester van Vlaardingen. Tot 1 januari 2022 was hij voorzitter van de Taskforce Veiligheid en Kwaliteit in de forensische zorg.
Eenhoorn is getrouwd. Hij heeft twee kinderen en zeven kleinkinderen. Hij is officier in de Orde van Oranje-Nassau.
- International Standard Name Identifier: 0000 0003 9011 7765
- Nederlandse Thesaurus van Auteursnamen: 185207456
- Parlement.com: vg09lm09e9uu
- Virtual International Authority File: 311170905
- WorldCat: E39PBJc3DqD3GgCchQvqFrRtKd